# Rudolf Federspiel
Rudolf „Rudi“ Federspiel (* 26. Juli 1949 in Zams) ist ein österreichischer Reisebürokaufmann und Politiker (FPÖ). Federspiel war von 2003 bis 2008 und von 2013 bis 2018 Abgeordneter zum Tiroler Landtag.

## Ausbildung und Beruf
Rudi Federspiel besuchte von 1955 bis 1959 die Volksschule in Kappl und danach zwischen 1959 und 1963 die Hauptschule in Zirl. Er wechselte im Anschluss an das Gymnasium, an dem er 1968 die Matura ablegte. Federspiel studierte in der Folge ab 1970 Betriebswirtschaftslehre. 1974 legte er die Konzessionsprüfung Reisebüro ab, 1976 die Konzessionsprüfung Fremdenführer. 
Federspiel war zwischen 1974 und 1983 Geschäftsführer des Reisebüros „F & F“ und zwischen 1984 und 1994 Geschäftsführer des Reisebüros „Insider“. Seit 1994 ist er hauptberuflich als Politiker tätig.

## Politik
Federspiel war von 1989 bis 1992 Mitglied des Innsbrucker Gemeinderats. Im Anschluss war er bis zum Jahr 2000 als Stadtrat der Landeshauptstadt tätig, danach wechselte er wieder in den Gemeinderat von Innsbruck. 1994 initiierte er das Innsbrucker Bergsilvester. 
Nach seinem Ausschluss aus der FPÖ gründete Federspiel 2000 die Bürgerbewegung Liste FREI und kam unter Landeshauptmann Herwig van Staa auf die ÖVP-Liste für den Tiroler Landtag. Federspiel wurde am 21. Oktober 2003 als Abgeordneter zum Tiroler Landtag angelobt, nachdem er bei den Landtagswahlen 2003 über den Landeswahlvorschlag der ÖVP gewählt worden war. Er gehörte danach den Ausschüssen für Föderalismus und Europäische Integration sowie Wirtschaft, Tourismus und Technologie an. 
Bekannt ist Federspiel für seine Forderungen nach strengeren Überwachungsmaßnahmen in der Landeshauptstadt Innsbruck und seine rechtspopulistische Migrationspolitik. 
2006 trat er bei den Innsbrucker Gemeinderatswahlen als Bürgermeisterkandidat gegen Marie-Luise Pokorny-Reitter, Eugen Sprenger, Georg Willi und Hilde Zach an und konnte seinen Mandatsstand zwar verdoppeln, erhielt dennoch nicht genügend Stimmen, um einen Sitz im Stadtsenat zu erreichen.
Federspiel schied mit dem 1. Juli 2008 aus dem Landtag aus, nachdem er für die Landtagswahl in Tirol 2008 keinen sicheren Listenplatz erhalten hatte. Er trat bei der Gemeinderatswahl in Innsbruck im April 2012 zum dritten Mal mit seiner eigenen Bürgerliste an und eroberte 3 Mandate. Im Herbst 2012 wurde Federspiel wieder in die FPÖ aufgenommen und trat bei den Landtagswahlen 2013 als Spitzenkandidat im Regionalwahlkreis Innsbruck sowie auf Listenplatz 2 der Landesliste auf, woraufhin er wieder in den Landtag einzog und dort ab dem Ausscheiden von Gerald Hauser als Klubobmann der Freiheitlichen tätig war. Seit dem Landesparteitag 2013 bekleidet er parteiintern die Funktion des stellvertretenden Landesparteiobmannes und seit April 2016 jene des Innsbrucker Stadtparteiobmannes. Nach der Landtagswahl in Tirol 2018 schied er aus dem Landtag aus.